# فهد الرشيدي (لاعب كرة قدم مواليد 1997)
فهد عايض الرشيدي (16 مايو 1997-)، لاعب كرة قدم سعودي يلعب في النادي الأهلي.
مثل نادي السلمية ونادي الهلال في الفئات السنية و أعير إلى نادي أحد مطلع عام 2019 و انتقل إلى نادي التعاون في صيف 2019 ، ثم انتقل الى الأهلي في صيف 2023 بصفقة إنتقال حر و يلعب حاليا في النادي الأهلي .

## انضمامه إلى المنتخب الأول
في مارس 2023 أستدعى المدرب الفرنسي هيرفي رينارد اللاعب فهد الرشيدي للمشاركة مع المنتخب السعودي الأول لأول مرة لمواجهتي فينزويلا و بوليفيا ، وقد شارك الرشيدي مع المنتخب أمام بوليفيا وكانت تلك أول مواجهة له بقميص الأخضر السعودي على أرضية أستاذ الأمير عبدالله الفيصل بجدة.

## روابط خارجية
- فهد عايض الرشيدي على موقع قاعدة بيانات كرة القدم.إي يو (الإنجليزية)
- فهد عايض الرشيدي على موقع ناشيونال فوتبول تيمز (الإنجليزية)
- فهد عايض الرشيدي على موقع Soccerway.com (الإنجليزية)
- فهد عايض الرشيدي على موقع عالم كرة القدم.نت (الإنجليزية)
- فهد عايض الرشيدي على موقع كووورة